# Gao Hongbo
Gao Hongbo (chinesisch: 高洪波; Pinyin: Gāo Hóngbō; * 25. Januar 1966 in Peking) ist ein ehemaliger chinesischer Fußballstürmer und Cheftrainer des China-League-One-Teams Beijing Sport University FC. Zuvor trainierte er die chinesische Fußballnationalmannschaft von 2009 bis 2011 und erneut im Jahr 2016.

## Spielerkarriere

### Verein
Gao wurde Peking geboren und wurde von Xu Genbao in der Sportschule Peking entdeckt und trainiert. Als talentierter Nachwuchs trat er 1981 der Pekinger Jugendfußballmannschaft bei, wo er 1985 nach einigen Jahren in die Peking-Auswahl (heute Beijing Guoan) befördert wurde. Dort gelang es ihm, sich der ersten Mannschaft zu etablieren und mit dem Verein in die erste Liga aufzusteigen. Sobald er sich in der ersten Reihe befand, blühte seine Karriere auf, und er konnte den Goldenen Ball als bester Torschütze und den Goldenen Schuh als bester Spieler der Liga gewinnen, obwohl er keine große Trophäe erreichen konnte. 1994 verließ er das Team, um in Singapur für Tiong Bahru CSC zu spielen. Er begründete dies mit der Schwierigkeit, den physischen Standardtest des chinesischen Fußballverbandes zu bestehen.
Nach einem Jahr in Singapur, in dem er zum besten Torschützen in der FAS Premier League wurde, kehrte er 1994 zu dem neu gegründeten, vollständig professionalisierten Beijing Guoan zurück. Er wurde sofort eine Verstärkung für das Team, als er in den folgenden zwei Jahren 21 Tore erzielte. Nachdem er 1996 den chinesischen Pokal gewonnen hatte, verließ er Beijing Guoan und wechselte zu Guangzhou Songri in die zweite Liga, wo er seine Karriere ausklingen ließ.

### Nationalmannschaft
Am 4. April 1992 debütierte Gao in einem Freundschaftsspiel gegen die USA für die chinesische A-Nationalmannschaft. Er vertrat das chinesische Auswahlteam bei der Fußball-Asienmeisterschaft 1992. Im Jahre 1997 absolvierte er sein letztes Spiel in der Nationalmannschaft in einem WM-Qualifikationsspiel gegen Vietnam.

## Trainerkarriere
Gao begann seine Trainerkarriere 1999 bei Guangzhou Songri, nachdem er zuvor zwei Jahre Assistent war. Er musste den Verein jedoch trotz eines anständigen Saisonauftakts nach nur elf Spielen verlassen. Danach ging er ins Ausland und absolvierte Trainerlehrgänge in England und Deutschland.
Nach mehreren Monaten des Studiums wurde Gao Hongbo zum Trainer der U-17-Nationalmannschaft ernannt. Nach einer 1:7-Niederlage gegen Japan bei der U-17-Asienmeisterschaft 2000 wurde er entlassen.
2001 war er ein Jahr Co-Trainer von Shanghai Zhongyuan und ab 2002 war er zwei Jahre lang Co-Trainer der chinesischen A-Nationalelf. Seine nächste Station ab 2004 bei Zweitligist Xiamen Hongshi war ein Erfolg und er konnte das Team 2005 zum Aufstieg in die Chinese Super League führen.
Er führte Changchun Yatai 2007 zum Ligatitel, was der größte Erfolg seiner bisherigen Trainerlaufbahn war. Gao wurde 2008 von Changchun entlassen, da der Verein Schwierigkeiten hatte, die Erfolge der vorherigen Saison zu wiederholen.
Am 16. April 2009 unterzeichnete Gao einen Vertrag als Cheftrainer der chinesischen Fußballnationalmannschaft. Zu seinen dortigen Erfolgen zählt der Gewinn der Ostasienmeisterschaft 2010 und ein 1:1-Unentschieden in einem Freundschaftsspiel gegen Deutschland und ein 1:0-Sieg gegen Frankreich. Er wurde, wenige Monate nachdem China bei der Asienmeisterschaft 2011 in der Vorrunde gescheitert war, entlassen.
Als Nächstes folgten Stationen bei Shaanxi Renhe (heute Guizhou Renhe), Shanghai SIPG und Jiangsu Sainty. 2015 wurde Gao für ein Jahr Assistent von Henk Fraser beim niederländischen Erstligisten ADO Den Haag. Den Haag war kurz zuvor von dem chinesischen Marketingunternehmen United Vansen gekauft worden.
Nach der Entlassung von Alain Perrin wurde er am 3. Februar 2016 ein weiteres Mal zum Trainer der chinesischen Nationalmannschaft ernannt. Er trat am 11. Oktober 2016 nach Niederlagen gegen Syrien und Usbekistan in der Qualifikation zur Weltmeisterschaft 2018 zurück.

## Sonstiges
Gao gehört der ethnischen Minderheit der Hui-Chinesen an.